# Шахта «Моспинська»
ДВАТ «Шахта Моспинська» — вугільна шахта в Україні, розташована в місті Моспиному Донецької області. Входить до Державної холдингової компанії «Донвугілля».
Фактичний видобуток 800/230 т/доба (1990/1999). У 2003 році видобуто 44 тис. тонн вугілля. Максимальна глибина 240 м.
Протяжність підземних виробок 56/36 км (1990/1999). Вугільний пласт h4, потужністю 0,75 м з кутом падіння 0-10°. Пласт небезпечний за вибухом вугільного пилу.
Кількість очисних вибоїв 4/3 (1990/1999), підготовчих 3/1 (1990/1999).
Кількість працюючих: 1989/963 чол., в тому числі підземних 1492/679 чол. (1990/1999).
Адреса: 83492, м.Моспине Донецької обл.